# غردينية تاهيتية
غردينية تاهيتية (الاسم العلمي:Gardenia taitensis) هي نوع من النباتات يتبع جنس غردينية من الفصيلة الفوية. سمي هذا النوع نسبةً إلى تاهيتي.

## معرض صور

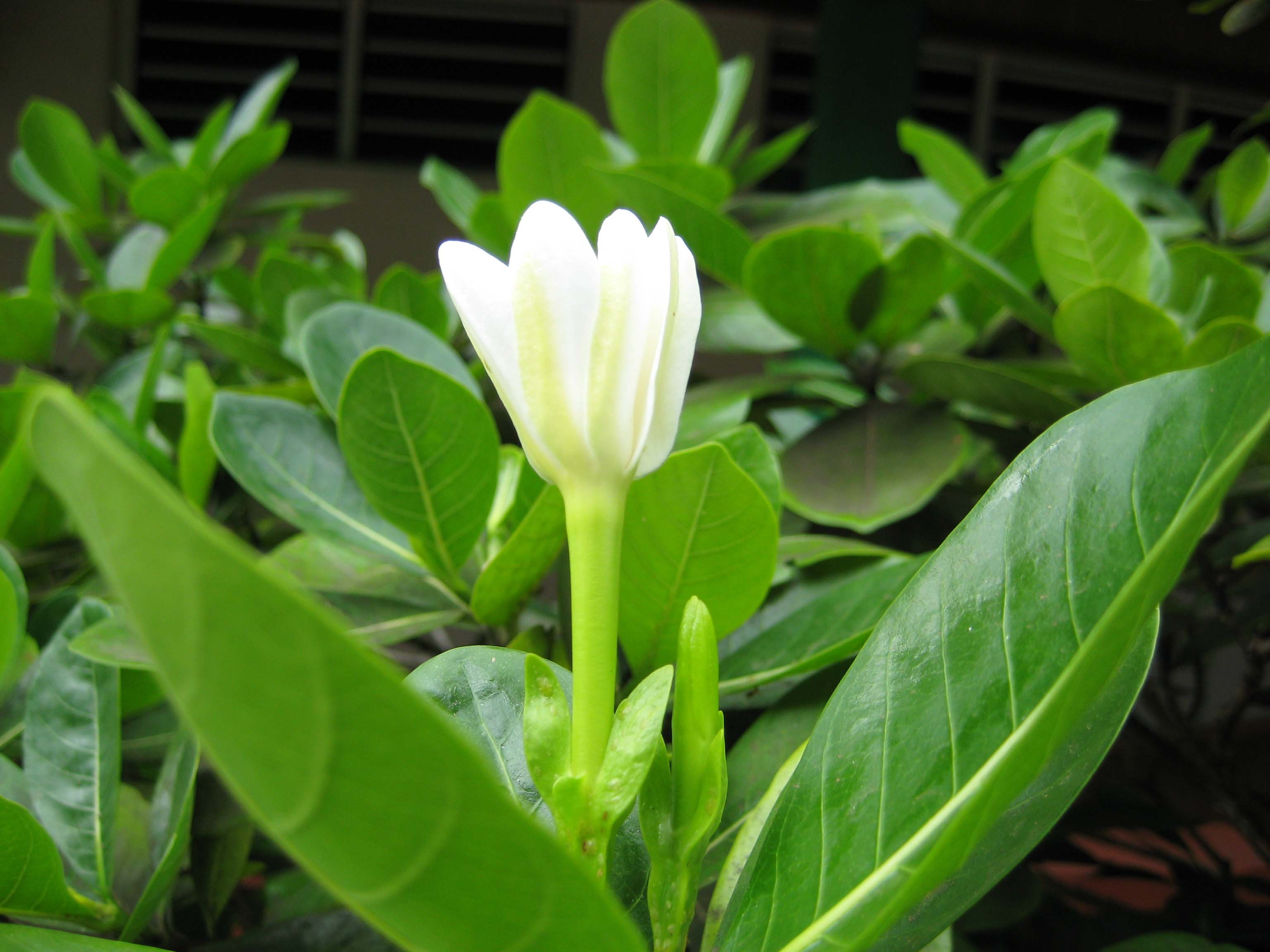
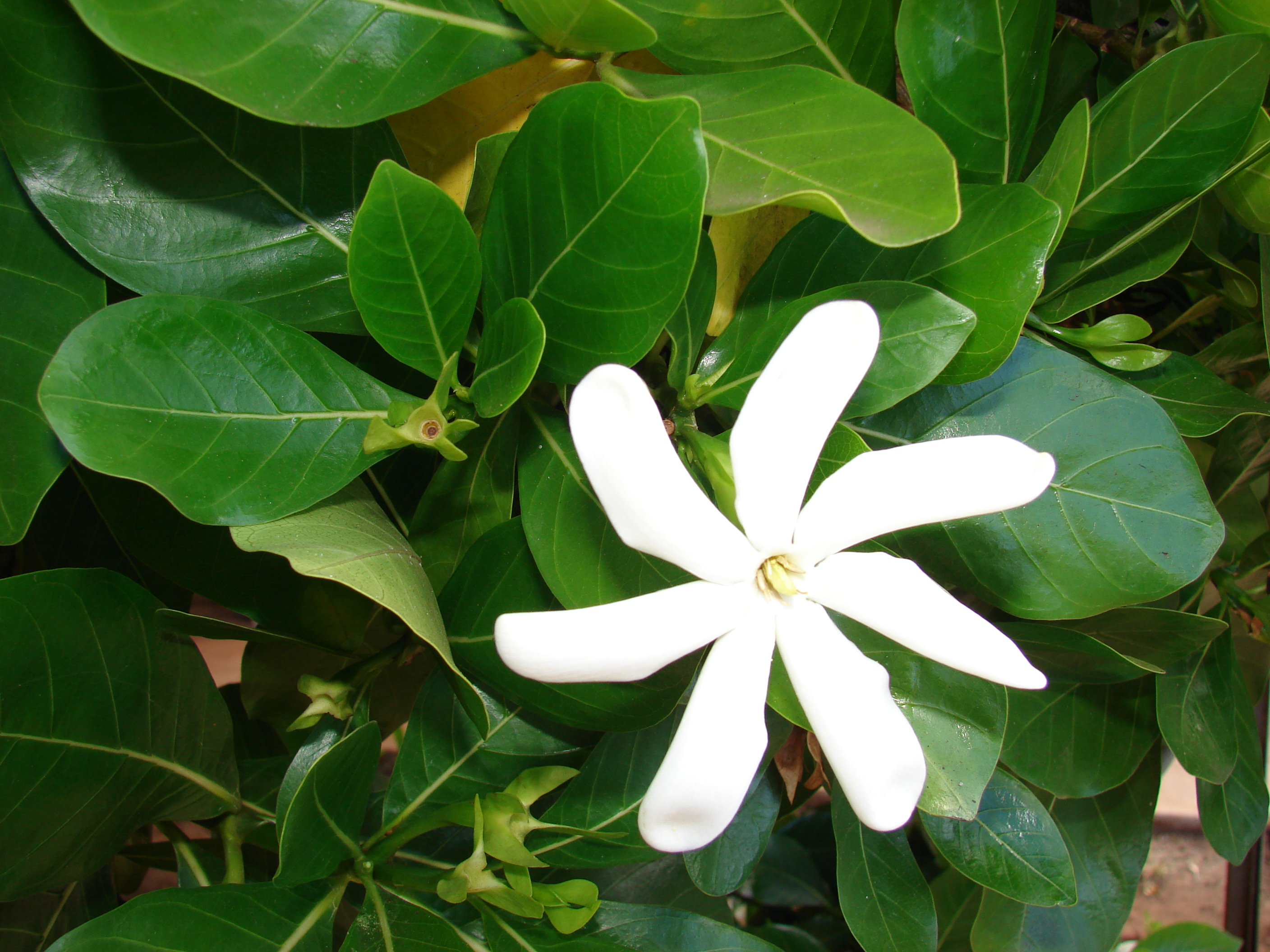
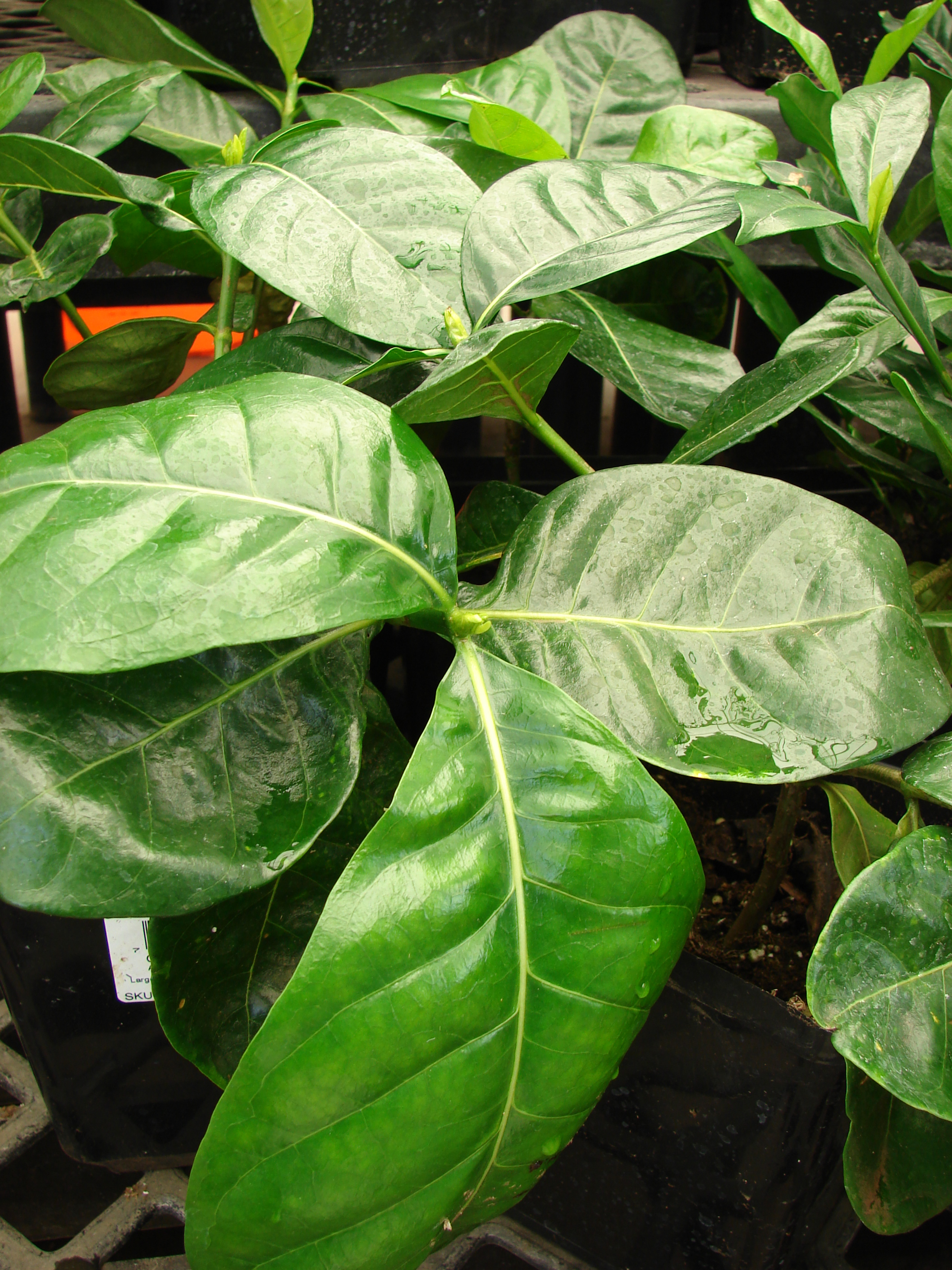
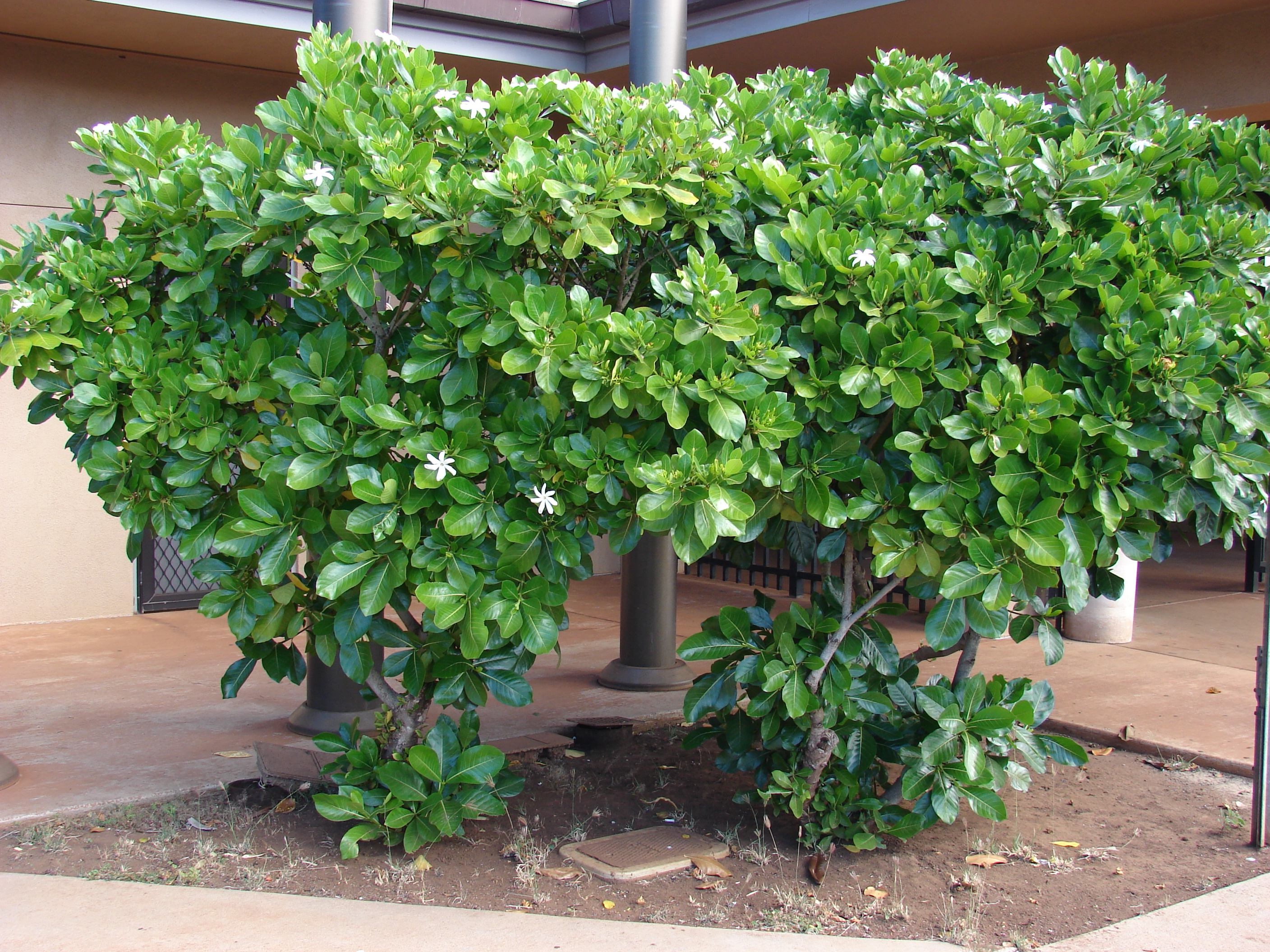
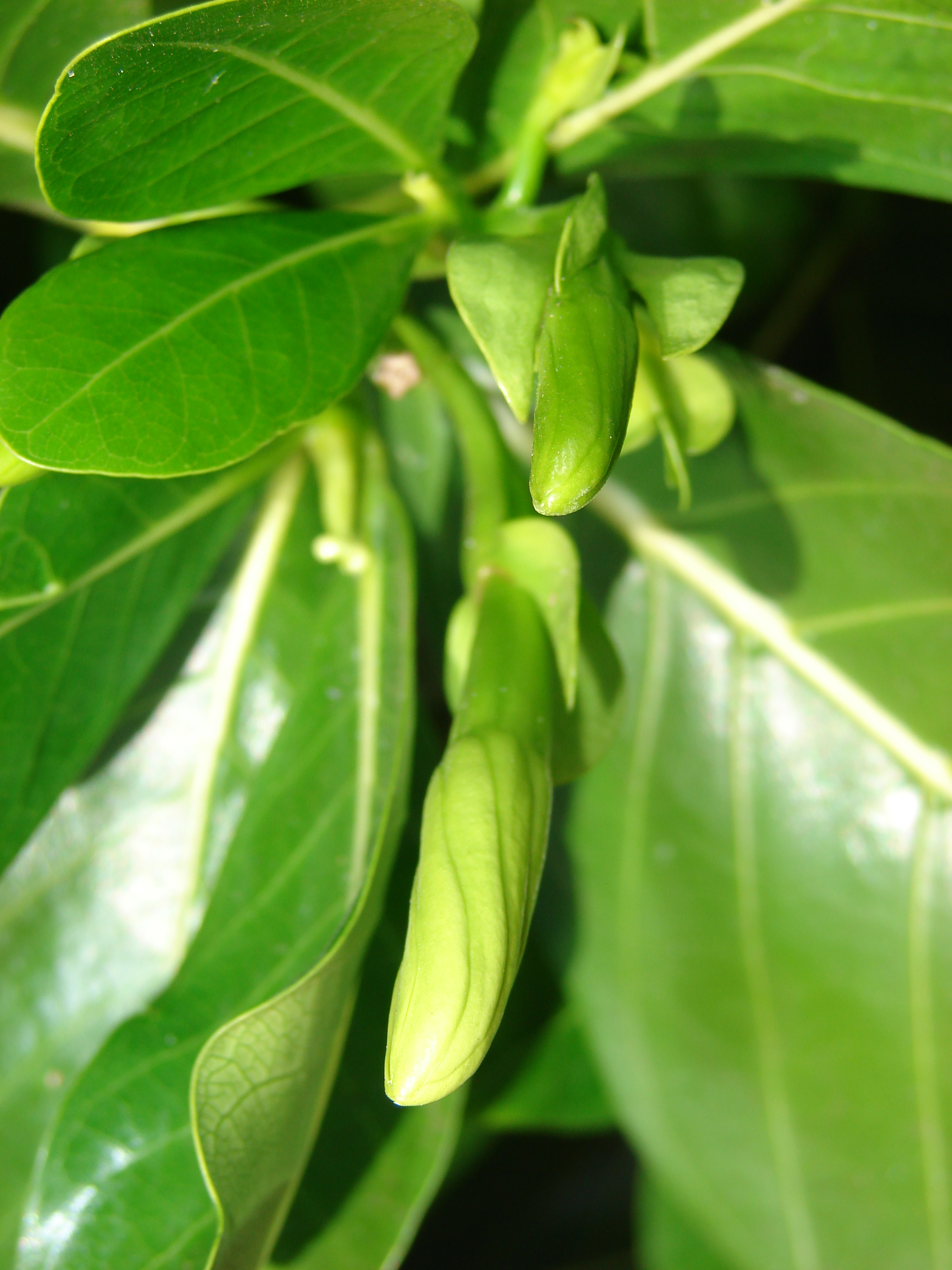

## مرادفات
- الراندية التاهيتية